# Platystigma jocaste
Platystigma jocaste – gatunek ważki z rodziny łątkowatych (Coenagrionidae). Występuje na terenie Ameryki Południowej, głównie w Kolumbii; stwierdzenia z Peru i Boliwii są stare i wymagają potwierdzenia, prawdopodobnie występuje też w Wenezueli.